# 鼓山事件
鼓山事件，為1979年台灣高雄市發生的警民衝突事件，一般認為是美麗島事件的導火線之一。
1979年12月9日，美麗島雜誌社高雄服務處為舉辦「人權座談會」，出動兩部宣傳車進行宣傳，在鼓山區鼓山二路、綠川街口被高雄市政府警察局警員攔截，雙方發生爭執，二名義工邱勝雄、姚國建被捕。兩人被捕並遭到毆打的消息傳出後，美麗島雜誌社的人員與支持者前往高雄市政府警察局鼓山分局聲援，引發小規模的警民衝突。邱勝雄與姚國建一直到12月10日凌晨才被釋放。也由於鼓山事件的爆發，使得不少原本無意參與12月10日國際人權日活動的黨外人士前往高雄市參與活動。
1980年1月10日高雄地檢處（今高雄地檢署）承辦該案的檢察官陳里認為，「鼓山事件」被告施明德、林弘宣、蘇治芬、陳菊、姚國建、邱勝雄、楊文章、戴振耀、陳福來等9人，涉嫌參加叛亂，認為該案屬於叛亂事件，普通法院並無審判權，而應移送軍法機關處理，故為不起訴處分。同年3月高雄地院控告姚國建、邱勝雄毆打警員、毀損警車，以妨害公務、傷害罪嫌各判處3年及2年6個月徒刑，而後檢察官及被告均不服而上訴。根據聯合報的報導，同年4月11日由台南高分院合議庭審理，合議庭由楊力行、張濟團、林長江三人組成，檢察官陳運生以被告觸犯傷害、毀損、妨害公務等罪，請求從重科刑，預計在同月17日宣判。